# Seuat Jaya
Seuat Jaya is een bestuurslaag in het regentschap Serang van de provincie Banten, Indonesië. Seuat Jaya telt 2349 inwoners (volkstelling 2010).